# Роже де Питр
Роже де Питр (фр. Roger de Pitres), также известный как Роже де Пистри (фр. Roger de Pistri; умер до 1083) — английский феодальный барон, участник нормандского завоевания Англии 1066 года, после которого он получил владения, располагавшиеся в основном в Глостершире и Херефордшире. Шериф Глостершира с 1071 года. Построил Глостерский замок, став его первым кастеляном.

## Биография
Судя по родовому прозванию Роже, его владения находились в Нормандии около после Питр в современном французском кантоне Пон-де-л’Арш (департамент Эр). Он вместе с братом Дюраном после нормандского завоевания 1066 года перебрался в Англию, где получил владения, располагавшиеся в основном в Глостершире и Херефордшире, образовавшие феодальную баронию (онор) Калдикот. По большей части этим земельным пожалованиям Роже был обязан Уильяму Фиц-Осберну, соратником которого он был.
В 1071 году Роже был назначен шериф Глостершира. Также он стал первым кастеляном Глостерского замка, построенного им во время правления Вильгельма I Завоевателя. Замок в это время представлял собой классический мотт и бейли; чтобы освободить место для постройки, было снесено 16 домов.
Во время создания «Книги Страшного суда» в 1086 году Роже был уже мёртв, поскольку владельцем ранее принадлежавших ему поместий назван сын Уолтер Фиц-Роджер. Вероятно, он умер около 1083 года, когда новым шерифом Глостершира стал Дюран, брат Роже. Роже был похоронен в аббатстве Святого Петра в Глостере.

## Брак и дети
Жена: Аделиза. Дети:
- Уолтер Фиц-Роджер (умер около 1126/1129), шериф Глостершира и кастелян Глостерского замка с около 1197 года, констебль английского королевского двора с 1114 года[2][8].
- Герберт Фиц-Роджер (умер до 1101)[2][8].